# Ingvar Carlsson

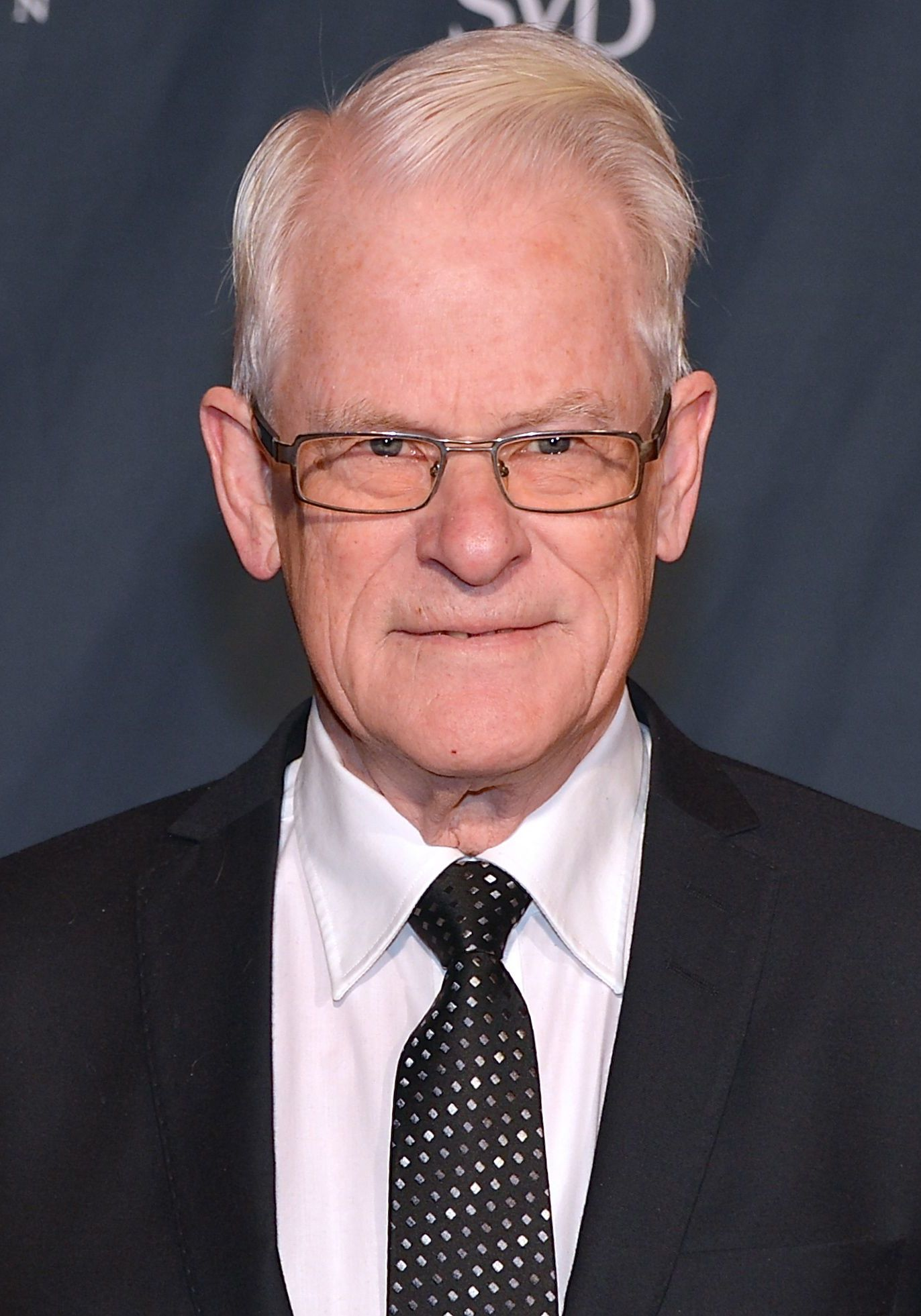
Ingvar Carlsson, 2013

Gösta Ingvar Carlsson [ˈjɶsta iŋvar ˈkɑːɭsɔn] (* 9. November 1934 in Borås) ist ein ehemaliger schwedischer Politiker. Er war Ministerpräsident von Schweden in den Jahren 1986 bis 1991 und von 1994 bis 1996.
Ingvar Carlsson wuchs in einer Arbeiterfamilie auf und studierte an der Universität Lund Politikwissenschaft. Bereits in jungen Jahren wurde er Mitglied der Sveriges socialdemokratiska arbetareparti (SAP). Nach dem Abschluss seines Universitätsstudiums begann er 1958 in der Regierungskanzlei unter Ministerpräsident Tage Erlander zu arbeiten. Zwischen 1961 und 1967 war Carlsson Vorsitzender des Sozialdemokratischen Jugendverbandes. 1964 wurde er erstmals Abgeordneter des Reichstages und bereits 1967 Kabinettssekretär. Nach dem Regierungsantritt Olof Palmes 1969 übernahm Ingvar Carlsson zunächst das Amt des Erziehungsministers und anschließend von 1973 bis zur verlorenen Parlamentswahl 1976 das Amt des Ministers für Wohnungsfragen. Als die SAP nach den Reichstagswahlen 1982 wieder die Regierung übernehmen konnte, wurde er stellvertretender Ministerpräsident und Minister für Zukunftsfragen im Kabinett von Olof Palme. 1985 wurde er zusätzlich erster Umweltminister von Schweden. Nach dem Mord an Olof Palme am 28. Februar 1986 übernahm Ingvar Carlsson den Parteivorsitz und das Amt des Ministerpräsidenten, das er – mit einer Unterbrechung zwischen 1991 und 1994 – bis 1996 innehatte. 1996 trat Ingvar Carlsson in den Ruhestand.
Ingvar Carlssons politisches Wirken ist stark durch die enge Zusammenarbeit mit Olof Palme geprägt, dessen Politik er nach 1986 fortführte. In Ingvar Carlssons Regierungszeit fällt der EU-Beitritt Schwedens, für den Ingvar Carlsson sich stark engagierte. Er konnte jedoch die Entzweiung der Sozialdemokratischen Partei, deren Mitglieder in der Mehrheit gegen den EU-Beitritt waren, in dieser Frage nicht verhindern.